# Geringsgraben
Der Geringsgraben, auch Langgraben genannt, ist ein gut drei Kilometer langer, rechter und westlicher Zufluss der Nidda im hessischen Wetteraukreis.

## Geographie

### Verlauf
Der Geringsgraben entspringt auf einer Höhe von etwa 150 m ü. NHN nördlich der Windkraftanlagen und südlich der Ober-Erlenbacher-Straße im Karbener Stadtteil Kloppenheim.
Er fließt zunächst in fast östlicher Richtung durch Ackerland, unterquert dann die B 3, passiert danach teilweise unterirdisch verroht das Dorf Kloppenheim und mündet schließlich bei Karben auf einer Höhe von ungefähr 113 m ü. NHN von Westen und rechts in die aus dem Norden heranziehende Nidda.

### Flusssystem Nidda
- Fließgewässer im Flusssystem Nidda

### Orte
Der Geringsgraben fließt durch folgende Ortschaften:
- Karben-Kloppenheim
- Karben